# The Case of the Curious Bride (film 1935)
The Case of the Curious Bride è un film giallo del 1935, il secondo di una serie di quattro interpretati da Warren William nei panni di Perry Mason, in seguito a Il lupo scomparso. La sceneggiatura è basata sull'omonimo romanzo del 1934 scritto da Erle Stanley Gardner, e pubblicato da William Morrow and Company, uno dei più popolari di tutti i romanzi su Perry Mason.
Il film ha segnato la prima apparizione di Errol Flynn in un film di Hollywood. Appare due volte, come cadavere e in flashback verso la fine della pellicola.

## Trama
Rhoda Montaine scopre che il suo primo marito, Gregory Moxley, è ancora vivo, il che rende le cose imbarazzanti per lei, dal momento che si è risposata con Carl, il figlio del ricco C. Phillip Montaine. Si rivolge a Perry Mason per chiedere aiuto, ma quando va a vedere Moxley, trova solo il suo cadavere. Rhoda viene arrestata per omicidio.